# Patrícia Elisabete Černíková
Patrícia Elisabete Černíková (* 11. května 2007 Portimão) je česká umělecká in-line bruslařka.

## Život a kariéra
Začínala ve čtyřech letech jako krasobruslařka na Slovensku, později v českém klubu VSK Technika Brno. V šestnácti letech se začala věnovat i uměleckému in-line bruslení. Je spoluzakladatelkou oddílu Flow & Flourish Artistic In-line Skating club z.s., kde sama trénuje a věnuje se i trenérské činnosti.
Mezi její největší úspěchy v uměleckém in-line bruslení patří titul juniorské mistryně Evropy 2024 World Skate a mistryně světa 2024 W.I.F.S.A Seniorky, kde dosáhla  rekordního bodového ohodnocení. Oba šampionáty byly pro ni debutem. Je historicky první Češkou, která v této disciplíně dosáhla takových výsledků.
Účastnice World Skate Games 2024 s třetí nejlepší volnou jízdou a nejvyšším PCS.
První místo na Open de Paris 2025 v kategorii Senior Elite Ladies.  Zlatá medailistka Mistrovství ČR a Pohár ČR 2025. Vítězka Diamond Skate Trophy 2025 Italy, v kategorii Senior Elite Ladies.

## Výsledky

### Lední krasobruslení
| sezóna 2023/24 | juniorky | sezóna 2022/2023         | juniorky | sezóna 2021/2022      | juniorky |
| -------------- | -------- | ------------------------ | -------- | --------------------- | -------- |
| Na Ostří Nože  | 1.       | Malá cena Kopřivnice 23  | 1.       | Velká cena Prostějova | 1.       |
| VC Mostu 2024  | 1.       | VC Mostu 2023            | 1.       |                       |          |
| VC Litvínova   | 1.       | Krušnohorská brusle 2022 | 1.       |                       |          |
| VC Teplic 2023 | 1.       |                          |          |                       |          |

### Umělecké In-line bruslení
| sezóna 2023/2024                                | juniorky | seniorky |
| ----------------------------------------------- | -------- | -------- |
| Vánoční kolečková brusle 2023 Kolín             | 1.       |          |
| Kolečková stuha 2024 Pardubice                  | 1.       |          |
| 3. Mistrovství ČR a český pohár 2024 Kolín      | 1.       |          |
| Mistrovství světa 2024 W.I.F.S.A Fasano, Itálie |          | 1.       |
| Mistrovství Evropy 2024 Fafe, Portugalsko       | 1.       |          |
| World Skate Games 2024 Rimini, Itálie           | 4.       |          |
| Open de Paris 2025, Francie                     |          | 1.       |
| Mistrovství ČR a Pohár ČR 2025                  | 1.       |          |
| Diamond Skate Trophy 2025 Italy                 |          | 1.       |